# Willie Smith (golfista)
Willie Smith (Dundee, 8 de octubre de 1876-Ciudad de México, 26 de diciembre de 1916) fue un golfista escocés. Ganó el Abierto de Estados Unidos de 1899.

## Primeros años
Willie Smith nació en Dundee, Escocia, el 8 de octubre de 1876. Aprendió a jugar al golf en Carnoustie. Sus hermanos Alex y Macdonald también eran golfistas expertos.

## Carrera

### Abierto de Estados Unidos
Smith trabajó como profesional del club en Midlothian Country Club, cerca de Chicago, en su edad adulta temprana. Durante este tiempo ganó el Abierto de Estados Unidos de 1899 jugado en el Roland Park Course del Baltimore Country Club. Ganó por un margen de once tiros. Este récord no se rompió durante todo el siglo XX y no fue superado hasta que Tiger Woods ganó el campeonato de 2000 por quince golpes. El premio de Smith fue de $150. Jugó en nueve US Open en total y estuvo entre los 10 primeros en ocho de ellos, pero no volvió a ganar.

### Western Open y Abierto del Estado de California
En 1899, Smith ganó el primer Western Open en un desempate contra Laurie Auchterlonie. También ganó el Abierto del Estado de California de 1900.

## Últimos años
En 1904, Smith se mudó a la Ciudad de México para convertirse en golfista profesional en el Country Club de la Ciudad de México. Fue herido durante la Revolución Mexicana. Se había negado a dejar su puesto en el club de campo y quedó atrapado debajo de una viga caída después de que las tropas de Emiliano Zapata saquearan el club, que consideraban un símbolo de la corrupta clase dominante. Se le encargó diseñar un nuevo campo, el Club de Golf Chapultepec, sin embargo, debido a su muerte, fue completado por su hermano Alex Smith. Dicho campo ha sido sede del Abierto de México en múltiples ocasiones y del WGC-Mexico Championship desde 2017.

## Fallecimiento
Falleció de neumonía el 26 de diciembre de 1916. Su cuerpo fue devuelto a Escocia para ser enterrado en la parcela familiar.

## Grandes campeonatos

### Victorias (1)
| Año  | Campeonato                | Puntuación ganadora | Margen de victoria | Subcampeones                           |
| ---- | ------------------------- | ------------------- | ------------------ | -------------------------------------- |
| 1899 | Abierto de Estados Unidos | 77-82-79-77 = 315   | 11 golpes          | Val Fitzjohn, George Low Sr., Bert Way |